# Gand-Wevelgem 2007
Il Gand-Wevelgem 2007, sessantanovesima edizione della corsa e valida come evento dell'UCI ProTour 2007, fu disputata l'11 aprile 2007 su un percorso totale di 203 km. Fu vinta dal tedesco Marcus Burghardt, al traguardo con il tempo di 4h52'14" alla media di 41,679 km/h.
Partenza a Deinze con 193 corridori: 128 di essi portarono a termine il percorso.

## Squadre partecipanti
| N.      | Cod. | Squadra                          |
| ------- | ---- | -------------------------------- |
| 1-8     | C.A  | Crédit Agricole                  |
| 11-18   | A2R  | AG2R Prévoyance                  |
| 21-28   | AST  | Astana Team                      |
| 31-38   | BTL  | Bouygues Télécom                 |
| 41-48   | GCE  | Caisse d'Epargne                 |
| 51-58   | COF  | Cofidis, le Crédit par Téléphone |
| 61-68   | CSC  | Team CSC                         |
| 71-78   | DSC  | Discovery Channel                |
| 81-88   | EUS  | Euskaltel-Euskadi                |
| 91-98   | FDJ  | Française des Jeux               |
| 101-108 | GST  | Gerolsteiner                     |
| 111-118 | LAM  | Lampre-Fondital                  |
| 121-128 | LIQ  | Liquigas                         |

| N.      | Cod. | Squadra                        |
| ------- | ---- | ------------------------------ |
| 131-138 | MRM  | Team Milram                    |
| 141-148 | PRL  | Predictor-Lotto                |
| 151-158 | QSI  | Quick Step-Innergetic          |
| 161-168 | RAB  | Rabobank                       |
| 171-178 | SDV  | Saunier Duval-Prodir           |
| 181-188 | TMO  | T-Mobile Team                  |
| 191-198 | UNI  | Unibet.com                     |
| 201-208 | JAC  | Chocolade Jacques-Topsport Vl. |
| 211-218 | DFL  | DFL-Cyclingnews-Litespeed      |
| 221-228 | LAN  | Landbouwkrediet-Tönissteiner   |
| 231-238 | SKS  | Skil-Shimano                   |
| 241-248 | WIE  | Team Wiesenhof-Felt            |

## Ordine d'arrivo (Top 10)
| Pos. | Corridore          | Squadra       | Tempo    |
| ---- | ------------------ | ------------- | -------- |
| 1    | Marcus Burghardt   | T-Mobile      | 4h52'14" |
| 2    | Roger Hammond      | T-Mobile      | a 4"     |
| 3    | Óscar Freire       | Rabobank      | a 5"     |
| 4    | Francisco Ventoso  | Saunier Duval | a 6"     |
| 5    | Christophe Mengin  | F. des Jeux   | s.t.     |
| 6    | Robbie McEwen      | Predictor     | a 15"    |
| 7    | Max van Heeswijk   | Rabobank      | s.t.     |
| 8    | Baden Cooke        | Unibet.com    | s.t.     |
| 9    | José Joaquín Rojas | C. d'Epargne  | s.t.     |
| 10   | Aljaksandr Usaŭ    | AG2R          | s.t.     |